# Escondido (California)
Escondido es una ciudad del condado de San Diego en el estado estadounidense de California. En el año 2010 tenía una población de 147.514 habitantes y una densidad poblacional de 1,421.4 personas por km². El nombre se deriva de unos valles rodeados por colinas rocosas. Fundada en 1888, es una de las ciudades más antiguas del condado de San Diego. La ciudad tiene un clima templado, y con una economía diversa. La ciudad es conocida como Eskondiid en diegueño.

## Etimología
Una fuente dice que el nombre se refería originalmente a agua escondida o agua oculta, otros dicen que significa "tesoro escondido".

## Historia
Escondido fue originalmente poblada por las tribus nativas americanas los Luiseño o Luiseños. Ellos fueron los primeros en instalarse en la tierra conocida como Escondido. Los Luiseño establecieron campamentos y pueblos a lo largo del arroyo que atraviesa el area. Los Luiseño le nombraron Mixéelum Pompáwvo o “Mehel-om-pom-pavo” además tenían otro pueblo hacia el norte de Mixéelum Pompáwvo nombrado Panakare.
España controlaba los terrenos ya desde el siglo XVII y hasta los años 20 del siglo XIX, y establecieron muchas misiones en California para convertir a las personas indígenas. Cuando México ganó su independencia de España, los terrenos locales fueron divididos en grandes "ranchos". Los terrenos de lo que se convertiría en Escondido fue el Rancho Rincón del Diablo, un terreno otorgado a Juan Bautista Alvarado en 1843 por el gobernador mexicano. 
En 1846, se desató la guerra entre los Estados Unidos y México, y Escondido fue el centro de una batalla. Conocida como la Batalla de San Pasqual, donde el mexicano Andrés Pico (el hermano del gobernador mexicano de California Pío Pico) se enfrentó con los estadounidenses Kearny, Gillespie y Kit Carson. Un gran parque en Escondido se llama Carson.

## Geografía
Según la Oficina del Censo, la ciudad de Escondido tiene un área total de 94.5 km², de la cual 94 km² son tierra y 0,5 km² (0,2 mi²) (0.52%) es agua.

### Clima
Escondido tiende a tener veranos más cálidos e inviernos más húmedos que su vecino San Diego. La precipitación anual media es de alrededor de 384 mm. (15 pulgadas) y varía de año en año. Más del 80% de todas las precipitaciones se producen desde noviembre hasta marzo. Las nevadas son muy poco frecuentes. El clima es templado, lo suficiente como para permitir el cultivo generalizado de aguacates y naranjas. Escondido se encuentra ubicado en una  zona de resistencia 9.
| Parámetros climáticos promedio de Escondido | Parámetros climáticos promedio de Escondido | Parámetros climáticos promedio de Escondido | Parámetros climáticos promedio de Escondido | Parámetros climáticos promedio de Escondido | Parámetros climáticos promedio de Escondido | Parámetros climáticos promedio de Escondido | Parámetros climáticos promedio de Escondido | Parámetros climáticos promedio de Escondido | Parámetros climáticos promedio de Escondido | Parámetros climáticos promedio de Escondido | Parámetros climáticos promedio de Escondido | Parámetros climáticos promedio de Escondido | Parámetros climáticos promedio de Escondido |
| Mes                                         | Ene.                                        | Feb.                                        | Mar.                                        | Abr.                                        | May.                                        | Jun.                                        | Jul.                                        | Ago.                                        | Sep.                                        | Oct.                                        | Nov.                                        | Dic.                                        | Anual                                       |
| ------------------------------------------- | ------------------------------------------- | ------------------------------------------- | ------------------------------------------- | ------------------------------------------- | ------------------------------------------- | ------------------------------------------- | ------------------------------------------- | ------------------------------------------- | ------------------------------------------- | ------------------------------------------- | ------------------------------------------- | ------------------------------------------- | ------------------------------------------- |
| Temp. máx. media (°C)                       | 20                                          | 20.6                                        | 21.1                                        | 23.9                                        | 25                                          | 28.9                                        | 31.7                                        | 31.7                                        | 30.6                                        | 27.2                                        | 23.3                                        | 20.6                                        | 25.4                                        |
| Temp. mín. media (°C)                       | 5.6                                         | 7.2                                         | 8.3                                         | 10                                          | 12.2                                        | 14.4                                        | 16.1                                        | 17.2                                        | 16.1                                        | 12.8                                        | 7.8                                         | 5.6                                         | 11.1                                        |
| Precipitación total (mm)                    | 86.4                                        | 81.3                                        | 83.8                                        | 25.4                                        | 7.6                                         | 2.5                                         | 2.5                                         | 0                                           | 5.1                                         | 10.2                                        | 33                                          | 45.7                                        | 383.5                                       |
| Fuente: www.weather.com                     |                                             |                                             |                                             |                                             |                                             |                                             |                                             |                                             |                                             |                                             |                                             |                                             |                                             |

## Demografía
En el censo de 2000, había 133 559 personas, 43 817 hogares y 31 153 familias que residen en la ciudad. La densidad de población es de 1.421,4/km ² (3680.9/mi²). Hay 45.050 unidades de vivienda en una densidad promedio de 479,4/km² (1241.6/mi ²). Según el censo de 2000, la composición racial de la ciudad era de un 51,9 % de blancos, un 2,25 % de afroamericanos, un 1,23 % de amerindios, un 4,46 % de asiáticos, un 0,23 % de isleños del Pacífico, un 19,19 % de otras razas, y un 4,81  de dos o más razas. Los hispanos o latinos de cualquier raza eran del 38,7 % de la población.
Escondido contaba con 43.817 hogares, de los cuales el 39,1 % tenía hijos menores de 18 años que viven con ellos, el 53,9 % son parejas casadas que viven juntos, el 28,9 % no son familias, y el 11,7 % son mujeres sin marido presente. El 22,4 % de los hogares se componen de individuos y el 10,1 % tiene a alguien con 65 años de edad o mayores. El tamaño medio del hogar es 3,01 y el promedio de tamaño de la familia es 3,50 personas.
Según la Oficina del Censo en 2000 los ingresos medios por hogar en la localidad eran de 42,567$, y los ingresos medios por familia eran 48,456 $. Los hombres tenían unos ingresos medios de 32,627 $ frente a los 27,526 $ para las mujeres. La renta per cápita para la localidad era de 18,241 $. Alrededor del 9,3% de la población estaban por debajo del umbral de pobreza.